# Verberie
Verberie là một xã thuộc tỉnh Oise trong vùng Hauts-de-France phía bắc nước Pháp. Xã này nằm ở khu vực có độ cao trung bình 33 mét trên mực nước biển.
Thị trấn có cự ly 7 dặm (11 km) về phía tây nam Compiègne trên tuyến đường bộ chính giữa Senlis và Paris. 